# Malmö Idrottsgymnasium
Malmö Idrottsgymnasium (MIG) är en kommunal gymnasieskola för idrottsutövare. Skolan är inrymd i lokaler under Stadion på Eric Perssons väg 41 i Malmö. Skolan bildades hösten 2009 och tillhörde då Malmö Borgarskola. Från och med den 1 januari 2015 är Malmö Idrottsgymnasium en egen skolenhet. 

## Historia
År 1972 grundades Badmintongymnasiet, vilket var en elitverksamhet som från början tillhörde Malmö Latinskola. Det gav eleverna möjlighet att kombinera studier med sin idrottssatsning. Fem timmar specialidrott infördes på schemat och ersatte andra ämnen. Verksamheten utökades och kom från och med år 1982 att kallas för ett idrottsgymnasium. 

## Gymnasieprogram
Malmö Idrottsgymnasium har fyra nationella gymnasieprogram: Ekonomiprogrammet, Handels- och administrationsprogrammet, Samhällsvetenskapsprogrammet och Naturvetenskapsprogrammet.  Skolan har sedan år 2010 en gymnasiesärskola för elever med funktionsnedsättning. Gymnasiesärskolan erbjuder utbildningar med idrottsprofil efter elevernas behov.  Läsåret 2014/2015 har Malmö Idrottsgymnasium totalt 435 elever. 

## Idrottsutbildningar
På Malmö Idrottsgymnasium finns tre olika varianter av idrottsutbildningar. Badminton- och Friidrottsgymnasiet är båda Riksidrottsgymnasium (RIG). Riksidrottsgymnasiet vänder sig till elever i hela Sverige som anses ha förutsättningar att nå internationell elit som senioridrottare. Många av idrotterna på skolan är Nationellt godkända idrottsutbildningar (NIU). NIU vänder sig till elever som anses ha förutsättningar att nå nationell elit som senioridrottare. Malmö Idrottsgymnasium erbjuder även Idrott- och hälsaspecialisering, vilket innebär att man som enskild elev till största del bedriver sin träning i sin vanliga träningsmiljö, ofta på kvällstid. 